# Martina Klement

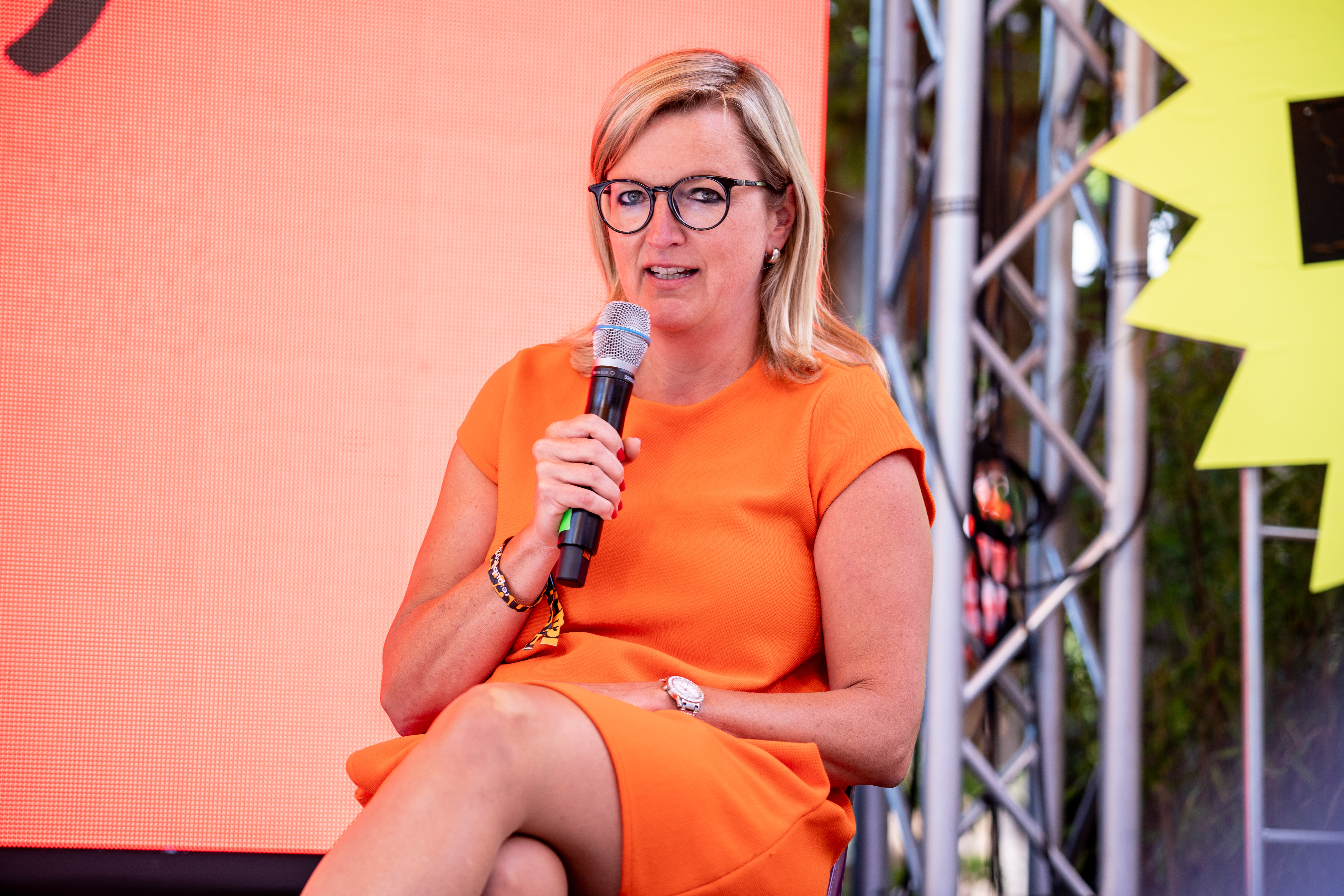
Martina Klement, 2023

Martina Klement (* 22. Juni 1980 in Donauwörth) ist eine deutsche Verwaltungsjuristin und politische Beamtin (CSU). Sie ist seit 2023 Staatssekretärin für Digitalisierung und Verwaltungsmodernisierung sowie Berliner Chief Digital Officer in der Berliner Senatskanzlei.

## Leben

### Ausbildung
Klement erreichte 1997 einen High-School-Abschluss in Franklin im US-Bundesstaat Virginia und 1999 das Abitur am Gymnasium Donauwörth. Anschließend studierte sie von 1999 bis 2004 Rechtswissenschaften an der Ludwig-Maximilians-Universität München und legte das erste juristische Staatsexamen im Januar 2004 ab. Das zweite juristische Staatsexamen legte sie im Mai 2006 in Augsburg ab.

### Laufbahn und Wirken
Sie trat im September 2006 in den bayerischen Staatsdienst im Bayerischen Staatsministerium des Innern ein und war dann von Oktober 2006 bis Dezember 2011 Leiterin der Abteilung für Öffentliche Sicherheit und Kommunales beim Landratsamt Dillingen an der Donau.
Im Januar 2012 wechselte sie als Referentin in das Büro des Parlamentarischen Geschäftsführers, Stefan Müller, zur CSU-Landesgruppe im Deutschen Bundestag.
Im Jahr 2014 trat sie der CSU bei. Unter dem Parlamentarischen Geschäftsführer, Max Straubinger, gelang ihr im Februar 2014 der Aufstieg zur Leiterin des Büros des Parlamentarischen Geschäftsführers der CSU-Landesgruppe. Sie übte diese Tätigkeit bis April 2023 aus.
Von ihrem alten Dienstherrn, dem Freistaat Bayern, wurde sie für die Tätigkeit bei der CSU-Landesgruppe beurlaubt und währenddessen 2016 zum Bundesministerium für Verkehr und digitale Infrastruktur versetzt und dort sofort erneut beurlaubt. Im Jahr 2020 wurde sie, während ihrer Tätigkeit für die CSU-Landesgruppe, in das Amt einer Ministerialrätin befördert. Kurz nach Amtsantritt als Staatssekretärin wurde die Information, dass sie zuvor im Bundesministerium gearbeitet habe, aufgrund irrtümlicher Angaben von der Webseite der Senatskanzlei Berlin entfernt.

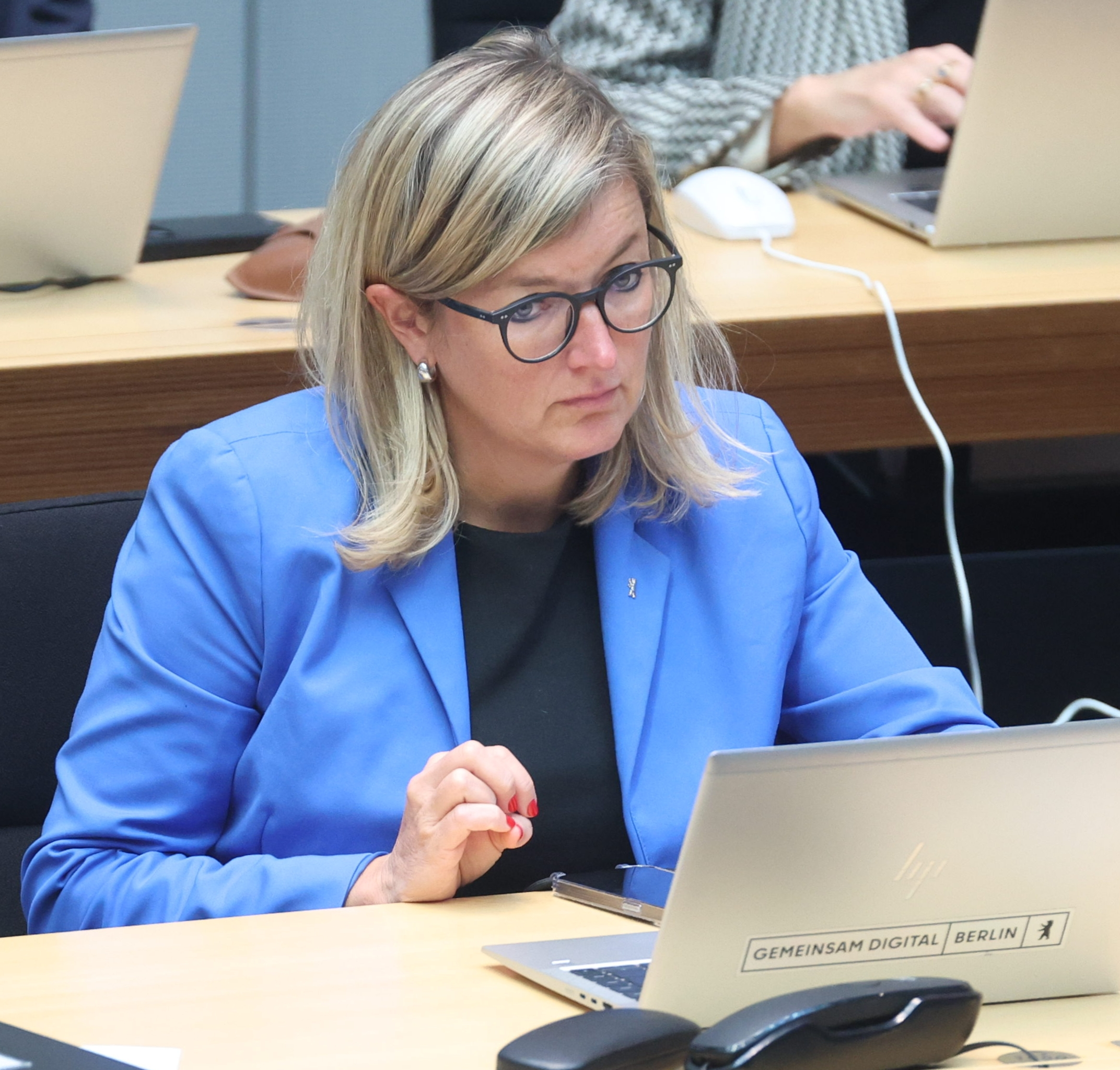
Martina Klement im Abgeordnetenhaus von Berlin (2024)

Am 4. Mai 2023 wurde Klement unter dem Regierenden Bürgermeister von Berlin Kai Wegner (CDU) zur Staatssekretärin für Digitalisierung und Verwaltungsmodernisierung sowie Berliner Chief Digital Officer (CDO) in der Berliner Senatskanzlei ernannt. Sie folgte Ralf Kleindiek nach. Sie hat sich parteiübergreifend einen Ruf als pragmatische Antreiberin der Berliner Verwaltungsreform erarbeitet.